# Prekognicija
Prekognicija, navodna natprirodna sposobna stjecanja uvida, odnosno predviđanja budućih događaja bez upotrebe konvecionalnih opažanja i osjetila, već uz pomoć izvanosjetilnih opažanja. Radi se o psihičkoj sposobnosti saznanja koje prethodi vremenskom toku i odnosi se na događaj koji se još nije odigrao. Taj fenomen se spominje još od davne prošlosti i često se povezuje s prekognitivnim snovima. Iako su znanstvene metode ispitivanja prekognicije pomoću predviđanja izvučenih karata iz špila pokazala nedostatne rezultate za potvrdu postojanja tog fenomena, za razliku od vidovitosti i telepatije koje su ostvarile bolje rezultate u ispitivanju, ipak se prekognicija i danas proučava i ispituje među pripadnicima parapsihološke zajednice.